# Allen Hoskins

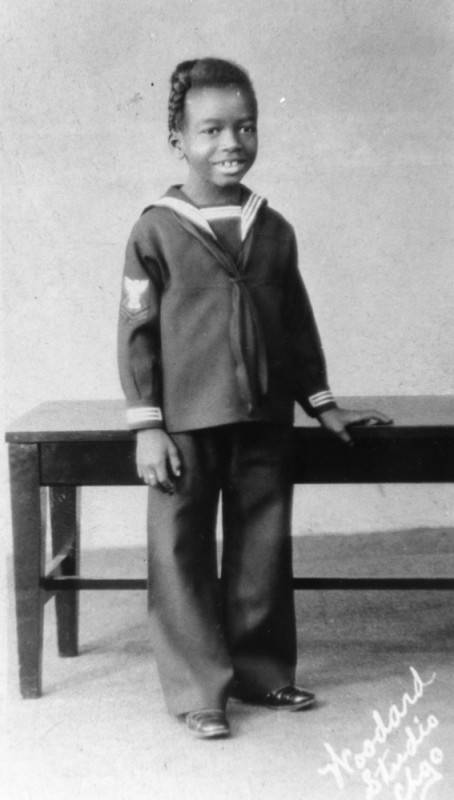
Allen Hoskins (1925)

Allen Clayton "Farina" Hoskins (* 9. August 1920 in Boston, Massachusetts; † 26. Juli 1980 in Oakland, Kalifornien, USA) war ein US-amerikanischer Filmschauspieler.

## Leben
Allen Hoskins gilt als einer der ersten afroamerikanischen Filmschauspieler überhaupt. Bereits im Alter von zwei Jahren stand er 1922 in One Terrible Day, einer Episode der bekannten Serie Die kleinen Strolche, vor der Kamera. Bis 1933 wirkte er in 105 Streifen mit (mehr Filme als jeder andere Darsteller der Serie) und verdiente zuletzt 250 Dollar pro Woche. Dies machte ihn zu einem der bestbezahlten schwarzen Schauspieler seiner Zeit. Sein Spitzname, „Farina“, war eher ironisch gemeint, da Farina (italienisch für Mehl) eine in den USA erhältliche Mehlsorte ist. Nach seinem Ausscheiden bei den Kleinen Strolchen 1933 stand er nur noch in kleineren Rollen für einige Spielfilme vor der Kamera, zuletzt im Jahre 1936. Er konnte im Erwachsenenalter an den Erfolg der frühen Jahre nicht anknüpfen. Auch als Theaterschauspieler scheiterte er, da man ihn nur noch in Vaudeville-Produktionen besetzen wollte.
Hoskins kämpfte als Soldat im Zweiten Weltkrieg und zog sich danach vollständig aus der Schauspielerei zurück. Er wurde Sozialarbeiter und kümmerte sich im Großraum Los Angeles um obdachlose Jugendliche, die Probleme mit Alkohol und anderen Drogen hatten. Hoskins war bis zu seinem Tod verheiratet und hatte mehrere Kinder. Kurz vor seinem 60. Geburtstag starb Hoskins an Krebs.

## Filmografie (Auswahl)
- 1922–1931, 1933: Die kleinen Strolche (Our Gang; Filmreihe, 105 Kurzfilme)
- 1931: Juwelenraub in Hollywood (The Stolen Jools, Kurzfilm)
- 1932: Badenix (You Said a Mouthful)
- 1933: The Life of Jimmy Dolan
- 1933: The Mayor of Hell
- 1935: Die öffentliche Meinung (Reckless)
- 1936: The Gorgeous Hussy
- 1936: Dünner Mann, 2. Fall (After The Thin Man)
- 1936: Winterset